# Philobat
Die Bezeichnung Philobat (eine Wortbildung aus griechisch phílos = Freund, philein = lieben und akrobátes = der auf den äußersten Zehenspitzen geht) kennzeichnet einen Menschentypus, der dazu tendiert, erhebliche Wagnisse einzugehen und dies zu genießen. Der Begriff stammt von dem ungarischen Psychoanalytiker Michael Balint (1959).

## Balints Typologie
In der Absicht, menschliches Risikoverhalten zu typisieren und zu bewerten, unterscheidet Balint in Form eines Gegensatzpaares zwischen dem sogenannten Oknophilen und dem Philobaten: Während der oknophil geprägte Mensch vorrangig die Gefahr des Misslingens sieht und fürchtet und entsprechend ständig in seiner Handlungsdynamik gehemmt ist, folgt der Philobat der umgekehrten Geisteshaltung und hat mehr den über das Wagnis erreichbaren Gewinn im Blick. Im Vertrauen auf sein Können wird er von Neugier, Selbsterfahrung, Erfolgswillen und -zuversicht angetrieben, auch unter Inkaufnahme eines möglichen Scheiterns. Während der Oknophile entsprechend seiner Ängstlichkeit vornehmlich ein Schutz- und Anlehnungsbedürfnis entwickelt, vertraut der Philobat im Bewusstsein eigener Stärke mehr auf die Selbstständigkeit und eigene Kraft. Versorgungsmentalität wird der Autarkie gegenübergestellt.
Beide Einstellungs- und Verhaltensformen entfernen sich nach Balint mit zunehmender Stärke ihrer Ausprägung aus dem Normbereich. Die Vertreter kennzeichnen sich seiner Ansicht nach als Extremtypen durch neurotische Züge, die einer psychotherapeutischen Behandlung bedürfen. Der Oknophile leide an einer übertriebenen Unsicherheit und Angstschwäche, der Philobat an einer Tendenz zur Selbstüberschätzung und einem Unfehlbarkeitsglauben. Während der Oknophile seine Defizite jedoch meist spüre und entsprechende Hilfe suche, wähnt sich selbst ein extremer Philobat nach Balint meist gesund. Er hat die sein extremes Verhalten auslösenden und speisenden Traumata ins Unbewusste verlagert. Er ist krank, ohne es zu wissen.
Das Begriffspaar steht in der Tradition der Tiefenpsychologie von Sigmund Freud, der neun „Grundkonflikte“ im menschlichen Wesen ausgemacht hatte. Als einer dieser Grundkonflikte wurde der Widerstreit von Abhängigkeitsbedürfnis und Autonomiestreben diagnostiziert, der sich nach Stavros Mentzos schon im zweiten bis dritten menschlichen Lebensjahr offenbart.

## Begriffsverständnis der neueren Wagnisforschung
Erste Kritik an den Regressionsvorstellungen der Psychoanalyse kam schon früh von Seiten der konkurrierenden Gestaltpsychologie: Fritz Perls und später B. Waldvogel formulierten aus dem Blickwinkel der Gestalttheoretischen Psychotherapie vor allem Einwände hinsichtlich des therapeutischen Grundlagen- und Anwendungsbereichs.
Das von Balint geprägte Begriffspaar des Philobaten und Oknophilen blieb bis heute in Wissenschaft und Praxis aktuell. Es erfuhr jedoch im Gefolge der Kritik und nach den Erkenntnissen der neueren Wagnisforschung in seiner Auslegung eine Veränderung. Man vollzog eine Abkehr von der Vorstellung des Abnormalen: Die Typologie Balints krankte daran, in der Tradition der freudschen Tiefenpsychologie das Mittelmaß zur Norm und Abweichungen davon als krankhaft erklärt zu haben.
Nach Siegbert A. Warwitz ist der Philobat kein behandlungsbedürftiger Neurotiker, schon gar keiner, der sein Kranksein nicht spürt und die Ursachen ins Unterbewusstsein verschoben hat. Die generelle Unterstellung eines neurotischen Krankheitsfalls, einer nicht wahrgenommenen seelischen Erkrankung, hat sich mit der empirischen Forschung als nicht haltbare Projektion erwiesen. Risikobereitschaft und Wagnishaltung des Philobaten gliedern sich vielmehr in ein – breiter zu fassendes – Spektrum gesunder menschlicher Verhaltensweisen ein, die von den Triebstrukturen anlagemäßig und von der Wertausrichtung des Menschen teleologisch vorgesehen sind. Ohne eine philobatische Grundeinstellung sind nach Warwitz Wagnisleistungen nicht möglich. Diese aber sind zur menschlichen, gesellschaftlichen und kulturellen Weiterentwicklung sowie zur Selbstvervollkommnung des Menschen und zur Wertschaffung unabdingbar. Der Philobat ist eine treibende, kreative Kraft in der Gesellschaft. Mittelmaß darf schon aus ethischen Gründen nicht zur Norm erklärt werden. Aber auch historisch gesehen waren fast alle herausragenden Persönlichkeiten der Weltgeschichte Philobaten. Warwitz definiert den Philobaten entsprechend der Wortschöpfung als „einen Menschen, der es liebt, bis zum Äußersten zu gehen“, um seine Grenzen zu erkunden und zu erweitern und Neues zu wagen.
Die heutige Wagnisforschung versteht unter einem Philobaten eine Persönlichkeit,
- die auf einem bestimmten Gebiet etwas Außerordentliches vollbringen möchte,
- die mehr die Erfolgserwartung als einen möglichen Misserfolg im Blick hat,
- deren Tun stärker von Mut als von Angst geprägt ist,
- deren risikoreiche Projekte einer Vernunftsteuerung und realistischen Selbsteinschätzung bedürfen,
- die für ihr gefährliches Handeln eine ethische Wertausrichtung braucht.

Die Geisteshaltung des Oknophilen bzw. des Philobaten wird nach Warwitz auch in der vorherrschenden Mentalität ganzer Gesellschaften erkennbar, etwa im Hinblick auf eine zögerliche oder mutige Bereitschaft, notwendige Reformen anzugehen.
Diese Deutung des Philobatentypus schließt nicht aus, dass es am äußersten Rand des Spektrums auch verantwortungslose, den bloßen Nervenkitzel suchende Hasardeure gibt. Sie konzediert auch, dass sich in Ausnahmefällen, aus Wertarmut resultierend, Suchtszenarien bilden. Das Wagnis muss durch die Vernunft, durch Sachverstand und Wertbewusstsein kontrolliert werden, um Entwicklungen fördern zu können und allgemeine Akzeptanz zu finden.

## Einzelbelege
1. ↑  Michael Balint: Thrills and Regressions. London 1959.
2. ↑  Roth, Marcus, Hammelstein, Philipp.: Sensation Seeking : Konzeption, Diagnostik und Anwendung. Hogrefe, Göttingen 2003, ISBN 3-8017-1719-4.
3. ↑  Michael Balint: Angstlust und Regression. Klett-Cotta, 5. Auflage, Stuttgart 1999.
4. ↑  Michael Balint: Therapeutische Aspekte der Regression. Die Theorie der Grundstörung. Neuauflage  aus dem Englischen von Käte Hügel. 3. Auflage 2003.
5. ↑  Stravos Mentzos: Neurotische Konfliktverarbeitung. Fischer, Frankfurt/Main 1984.
6. ↑  Fritz Perls: Gestalt therapie: excitement and growth in the human personality London 1979 (deutsch: Gestalt-Therapie 1979)
7. ↑  B. Waldvogel: Psychoanalyse und Gestaltpsychologie. Stuttgart 1992.
8. ↑  Siegbert A. Warwitz: Wenn Wagnis zum Wahn (erklärt) wird. In: Ders.: Sinnsuche im Wagnis. Leben in wachsenden Ringen. Erklärungsversuche für grenzüberschreitendes Verhalten. 3., erweiterte Auflage, Verlag Schneider, Baltmannsweiler 2021. ISBN 978-3-8340-1620-1, S. 106–112.
9. ↑  Cube, Felix von.: Gefährliche Sicherheit : Lust und Frust des Risikos. 3.  Auflage. S. Hirzel, Stuttgart 2000, ISBN 3-7776-0998-6.
10. ↑  John G. Bennett.: Risiko und Freiheit : Hasard – das Wagnis der Verwirklichung. Chalice, Zürich 2004, ISBN 3-905272-70-9.
11. ↑  Siegbert A. Warwitz: Sinnsuche im Wagnis. Leben in wachsenden Ringen. Erklärungsversuche für grenzüberschreitendes Verhalten. 3., erweiterte Auflage, Verlag Schneider, Baltmannsweiler 2021. ISBN 978-3-8340-1620-1, S. 334.
12. ↑  Apter, Michael.: Im Rausch der Gefahr : Warum immer mehr Menschen den Nervenkitzel suchen. Kösel, München 1994, ISBN 3-466-30355-9.
13. ↑  Aufmuth, Ulrich.: Zur Psychologie des Bergsteigens. Überarbeitete und ergänzte  Auflage. Fischer-Taschenbuch-Verl, Frankfurt am Main 1988, ISBN 3-596-42314-7.
14. ↑  Das kreative Moment des Wagens – Magazin des Staatstheaters Hannover, April 2021.
15. ↑  Siegbert A. Warwitz: Wagnis muss Wesentliches wollen. In: Ders.: Sinnsuche im Wagnis. Leben in wachsenden Ringen. 3., erweiterte Auflage, Verlag Schneider, Baltmannsweiler 2021. ISBN 978-3-8340-1620-1. S. 296–311.